# Zeno J. Rives
Zeno John Rives, född 22 februari 1874 i Hancock County i Indiana, död 2 september 1939 i Decatur i Illinois, var en amerikansk politiker (republikan). Han var ledamot av USA:s representanthus 1905–1907.
Rives är begravd på Graceland Cemetery i Decatur i Illinois.